# 戴維德
戴維德爵士，KBE，CMG[?]（1908年6月12日—1965年5月15日），英國資深殖民地官員，1955年4月至1958年1月任香港輔政司兼行政立法兩局當然官守議員、1958年1月至1959年6月任末任新加坡布政司兼部長會議及立法議會當然官守議員、1959年8月至1962年4月先後任英屬東非高級公署行政官及東非共同服務組織秘書長，期間兼任東非中央立法議會當然官守議員。
戴維德在1931年加入馬來聯邦政府，多年來在馬來亞任職，1951年至1952年出任防衛及內部保安司兼聯合邦行政立法兩局委任議員，負責整頓治安及防務，以打擊馬共在境內的勢力。在香港出任輔政司期間，他參與了市政局改革和應對房屋不足等社會問題，並且在1956年的「雙十暴動」中以護督身份主持大局，派出警察機動部隊和駐港英軍迅速維持局勢。在1958年1月，戴維德被借調往新加坡，為當地在1959年6月設立自治邦作好準備；此外，針對罪案率上升和涉及秘密社團的多宗打鬥案件，他還屢次立法加強警方的權力。
戴維德雖然在1959年至1962年間在東非供職，但他對東非的感情始終不及生活多年的大馬。因此在1962年從政府退休後不久，他即選擇以橡膠種植協會駐紮代表的身份長居吉隆坡，但兩年多後在當地因病去世，終年僅56歲。

## 生平

### 早年生涯
戴維德在1908年6月12日生於英國倫敦杜爾維治（Dulwich），是威爾斯人，父親亞瑟·伊凡·戴維牧師（Rev. Arthur Evan David，1861年－1913年）是聖公會神職人員，曾任澳洲布里斯本副主教和倫敦杜爾維治書院校牧等職；母親名叫嘉芙蓮·法蘭西絲·金頓（Kathleen Frances Kington，1875年－1930年）。他的伯父埃奇沃斯·戴維爵士（Sir Edgeworth David，1858年－1934年）是定居澳洲的南極探險家。
戴維德有兩名兄長，分別名格林尼夫·大衛·戴維（Gwynaeth David David，1902年－1920年）和亞瑟·梅里克·納爾恩·戴維（Arthur Meuric Nairne David，1904年－1973年）。此外，他有一名胞妹，名叫布朗妮·戴維（Bronwyn David，1908年－2007年）。戴維德五歲的時候喪父，他早年入讀坎特伯雷聖埃德蒙學校（St. Edmund's School），並憑藉優秀的成績獲得古典文學獎學金以薦入劍橋大學耶穌學院，復於1931年獲得文學士學位畢業。在年青的時候，他也是一位出色的曲棍球手。大學畢業後，有志於殖民地工作的他旋獲殖民地部聘用，被調派往馬來聯邦政府任職官學生。

### 殖民地生涯

#### 出仕馬來亞

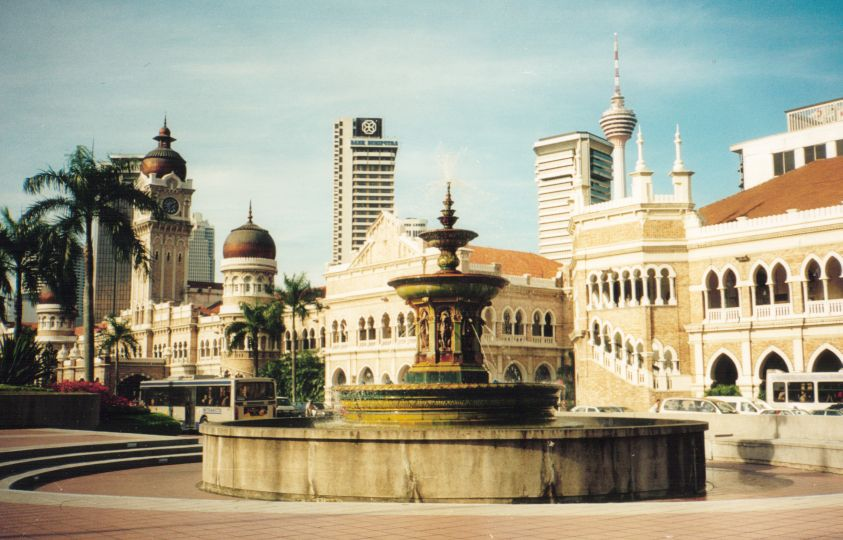
戴維德曾長年在吉隆坡聯邦司署（圖，今蘇丹阿都沙末大廈）任職

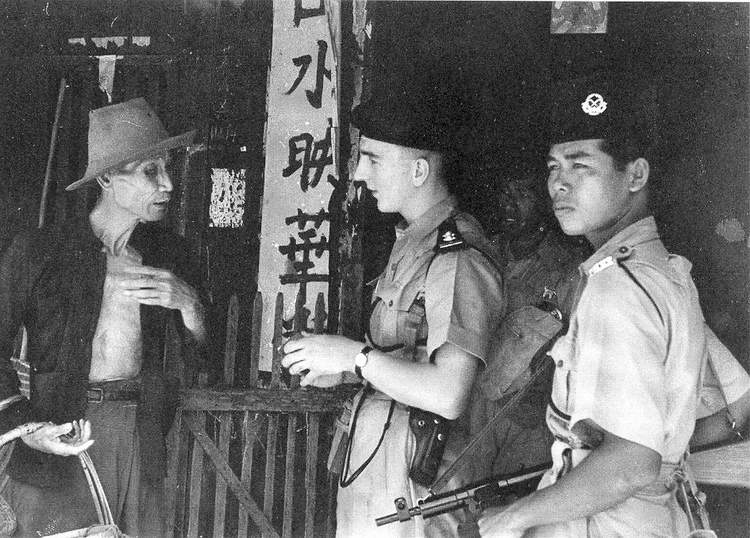
戴維德在任防衛及內部保安司期間正值馬來亞危機

加入馬來聯邦政府後，戴維德最初在1931年於吉隆坡聯邦司署任民事秘書，1934年5月出任政府第三助理秘書，旋於6月以五等官學生身份轉任馬來聯邦布政司私人秘書，復於1936年外調為大山腳助理理民官，任內積極推動當地體育發展。在1938年，他獲擢升為四等官學生，並轉任北根理民官，到1941年再出任彭亨的英方駐紮官秘書。在馬來聯邦供職10年間，戴維德表現傑出，深受賞識，被政府高層視為較有潛質的新一代官學生。
然而在出任彭亨駐紮官秘書後不久，同年12月即發生太平洋戰爭。面對日軍對英國在遠東的殖民地攻擊，他在彭亨協助英方撤退，並立即加入了星華義勇軍任職助理副官抗敵。馬來亞全境在1942年1月31日淪陷後，他淪為日軍的戰俘，被送往朝鮮半島囚禁三年，期間受盡折騰。1945年日本無條件投降，戴維德得以獲釋，在稍作休養後於1946年返回吉隆坡聯邦司署擔任首席助理秘書。1947年，戴維德的職級獲調升為二等官學生，旋於翌年出任馬來亞助理人事處主任。到1950年，他的職級再晉升為甲級參事官，並在同年被委任為馬來亞聯合邦副布政司。他任內率先建議採取措施清除國內貧民區，並在各地興建華人新村以安置貧民區居民，希望籍以透過改善基層的居住環境，從而使他們減低對馬共的支持。這項政策後來繼續由聯合邦政府推動。
戴維德在1951年升任防衛及內部保安司兼聯合邦行政及立法兩局委任議員。當時正值馬來亞危機，馬共發動針對聯合邦的游擊戰，對聯合邦的政權構成威脅。在1951年10月6月，馬來亞高級專員亨利·葛尼爵士遭馬共刺殺身亡，使局勢更形嚴峻。為應對局勢，戴維德加強搜捕反政府份子，到1952年1月的時候，被當局緊急拘留的人數高達5,000人。此外，他亦致力加強防務，促成政府在1952年立法分別設立聯合邦軍團（Federation Regiment）及馬來亞皇家志願後備海軍，以減低對英聯邦各國援兵的依賴。
在1952年10月29日，戴維德卸任防衛及內部保安司一職，展開長期休假，並在1953年2月借調回倫敦殖民地部出任東非司主管，負責處理英國在東非地區的殖民地事務。及至1954年12月，殖民地部宣佈委任他為香港輔政司兼行政及立法兩局當然官守議員，以接替升任新加坡總督的柏立基。戴維德在1955年4月17日乘英國海外航空航班正式抵港履新，未上任前，他還在1954年6月的英女皇壽辰授勳名單中獲授CMG勳銜，以表揚他多年來在海外的工作表現。

#### 香港輔政司
在輔政司任內，戴維德經常代表港府出席不同公開場合和巡視各地，並且拜會過東華三院、保良局、鄉議局和中華廠商聯合會等機構，以加強官民溝通。此外，他在1956年7月23日主持麗的呼聲金色電台啟播典禮，見證中文電台廣播服務在香港進一步擴展。在地方政制發展方面，戴維德參與了市政局的改革，透過擴充該局議席規模以減輕議員的工作量和增強該局的民意代表。在1956年4月，市政局當然官守議席正式由原來五席增至六席、委任議席由六席增至八至、而民選議席更由原來四席增加一倍至八席，使委任議員和民選議員的數目首次處於相等的局面。

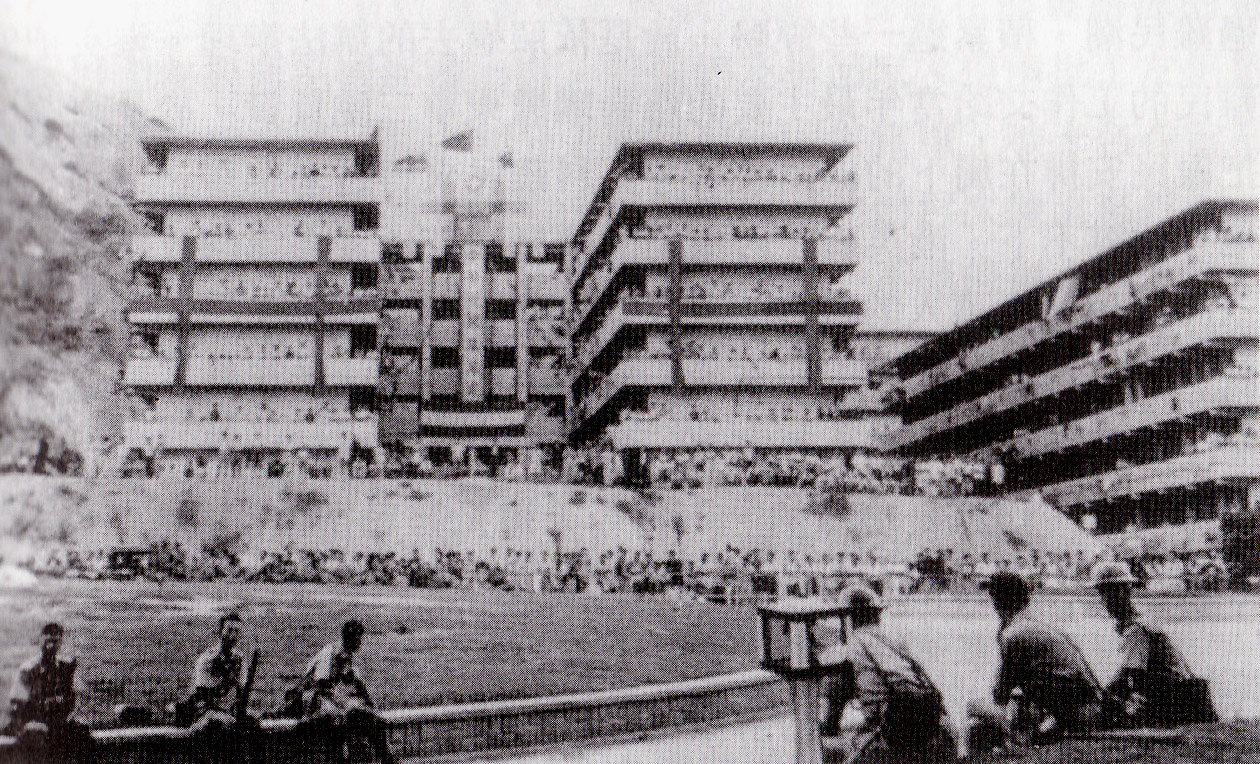
1956年「雙十暴動」期間的情況

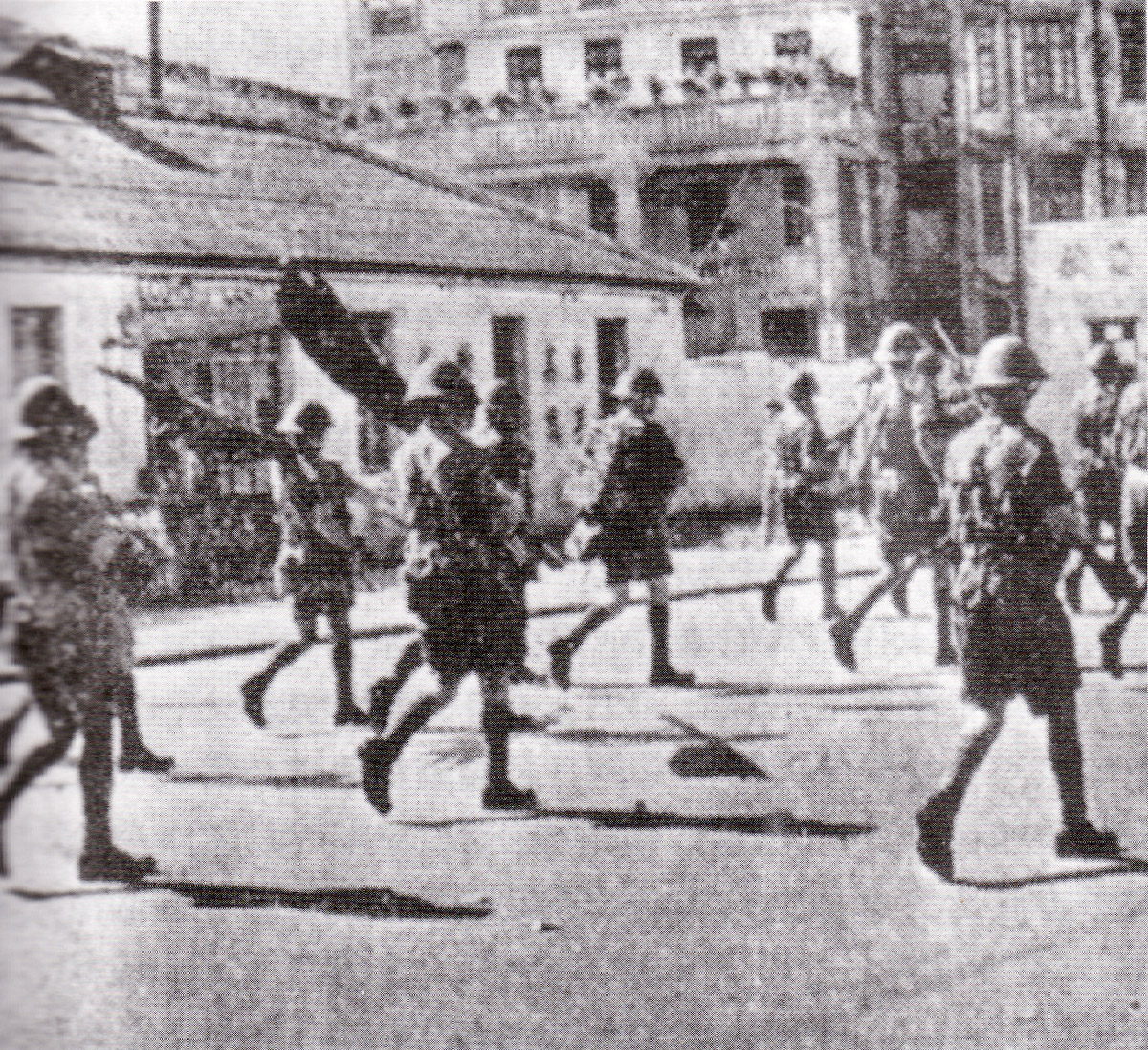
戴維德在「雙十暴動」中派出防暴警察聯同駐港英軍平息局勢

戴維德另一要應對的是房屋不足的問題，由於當時中國大陸局勢動盪不穩，經常有大批難民南逃來港，使香港承受鉅大的住房壓力。不少無處棲身的難民索性露宿街頭、樓宇天台或後樓梯，甚至是在市郊使用鐵皮非法搭建寮屋，嚴重影響環境衛生和消防安全。為安置有需要的低下階層和舒緩房屋壓力，港府當時已開始著手建造徙置大廈，但也依賴由香港房屋協會和香港模範屋宇會等建屋團體興建廉價房屋。同時間，港府鼓勵企業自行為員工興建員工宿舍，例子計有位於北角渣華道的中華汽車有限公司員工宿舍，該宿舍大廈由戴維德於1956年9月11日主持揭幕儀式。港府在1956年9月還宣佈封閉邊境關卡以限制難民湧入，雖然有關政策遭到內地當局批評，但戴維德駁斥批評者不了解香港實情。他卸任以後，港府步入六十年代再推出「政府廉租屋」，進一步為基層家庭建造規模更大的公共房屋。
1956年發生的「雙十暴動」，是戴維德任內最嚴峻的挑戰。自1949年中國大陸政權易幟以來，大量國民黨支持者南逃來港，而共產黨也因為在內地得勢而取得一定支持，兩派壁壘分明，但以國民黨支持者的規模較大。在香港，兩黨支持者除了在10月1日和10月10日各自大肆慶祝中華人民共和國和中華民國的國慶以外，還不時發生零星衝突，使港府大為頭痛。在1956年10月10日，國民黨支持者在中華民國國慶日於李鄭屋徙置區展示青天白日滿地紅旗和雙十徽牌，但隨後遭徙置區辦事處的職員錯誤移走。事件引起國民黨支持者的極度不滿，九龍各主要徙置區更迅即爆發國共兩派支持者的流血衝突，而且愈演愈烈，升級成大規模的暴亂。儘管暴動源於九龍，但暴動最激烈的地方卻在新界荃灣的工廠區。那裡的工廠工人分成了國共兩派，他們除了到處搗亂外，又互相集體毆鬥，場面幾近失控。
暴動發生的時候，港督葛量洪爵士正在外地休假，戴維德作為輔政司，遂以護督身份主持大局，並且責成警隊以防暴警察控制場面。在10月11日中午，戴維德主持港府高層緊急會議，議決派出駐港英軍協助防暴警察維持秩序，到傍晚的時候再宣佈九龍地區由下午7時30分到翌日上午10時實施宵禁，期間所有公共交通服務和部份公共服務暫停，宵禁令隨後再延長至10月14日。在10月11日晚間，戴維德透過電台發表公開講話，嚴辭斥責滋事份子，並表明港府決心鎮壓騷動。在事件中，戴維德成功在短時間內穩定局勢，暴動到10月12日已大致平息，整場暴動一共造成60多人喪生、約300人受傷，多達1,000人被警方拘捕，當中不少人士後來被港府運用特權逮戒出境。
戴維德來港任職僅兩年多，便在1957年10月傳出他將借調新加坡出任布政司的消息。當時新加坡各方代表剛在1957年4月11日與英政府就自治問題達成新的憲制協議，通過在1959年6月成立新加坡自治邦以取代原來的殖民地，實行全面自治。同時間，消息傳出新加坡總督柏立基爵士將於1958年1月接替退休的葛量洪出任港督，而新加坡總督則由新加坡布政司顧德爵士接任，使布政司一職出缺。鑑於協議規定自治邦在1959年成立前的過渡期內，布政司一職須予以保留，並繼續由英方派出的公務人員出掌，而戴維德曾長年在馬來亞地區任職，熟悉當地事務，因此當地包括時任首席部長林有福在內的輿論均認為他是出任布政司的最佳人選。
曾在1956年7月至10月署任港督的戴維德，在葛量洪卸任港督後於1958年1月1日再一次署任港督，直至新任港督柏立基在1月23日抵港履新為止。在翌日1月24日，戴維德正式卸任輔政司，在各界代表歡送下，於中環皇后碼頭登遊艇離開，並轉乘渣華公司客輪「芝渣蓮加號」前赴新加坡，復於1月29日在當地履任為末任布政司，而香港輔政司一職則由白嘉時接替。

#### 星洲布政司
戴維德出任新加坡布政司屬過渡性質，主要職責是為1959年成立自治邦作好準備。事實上，自《林德憲法》在1955年2月生效後，布政司繼續擔任部長會議和立法議會的當然官守議員，但職權卻在新實施的部長制下遭到削減，只繼續負責掌控新加坡的對外事務、內部保安、防衛、傳媒廣播、民眾關係與政府人事編制等相對政治性和敏感的政策範疇。
雖然如此，他在布政司任內仍特別關注新加坡的保安事務，而且推出不少旨在穩定社會治安的措施。首先，新加坡的秘密社團規模在五十年代一度迅速發展，衍生不少治安問題。據政府數字顯示，1954年、1955年和1956年只分別錄得30宗、24宗和25宗涉及黑幫成員打鬥的案件，但這類案件在1957年卻急增至150宗，到1958年首六個月更錄得157宗，超越1957年全年，而1958年7月起首六個星期，也錄得51宗，顯示情況有惡化的趨勢。鑑於當時的《社團條例》對秘密社團犯事者可處以的最高刑罰只是罰款1,000令吉和監禁六個月，因此阻嚇力度有限。有見及此，戴維德在1958年8月以緊急立法形式在立法議會制定條例，賦予布政司權力向涉嫌犯事的秘密社團成員發出不多於六個月的拘留令，拘留令可以透過總督會同部長會議的形式把期限延長。
另一方面，戴維德又促成立法議會在1958年6月通過修訂，放寬警方入屋搜查的限制，讓他們只須取得由不低於助理警司職級的警務人員發出的手令，便可進入懷疑涉及犯罪活動的處所展開搜查。有關做法比起以往要先取得一名太平紳士簽發的拘票，並要向太平紳士作出宣誓的程序來得更為簡便和快捷，方便警方更具效率地採取行動。不過，儘管戴維德認為這都是在非常時期打擊罪案的必要措施，但有持反對意見的人士質疑有關做法不單有損人權，形式也類似於針對馬共而制定的《維護公眾安全條例》（Preservation of Public Security Ordinance）等各條緊急法例。

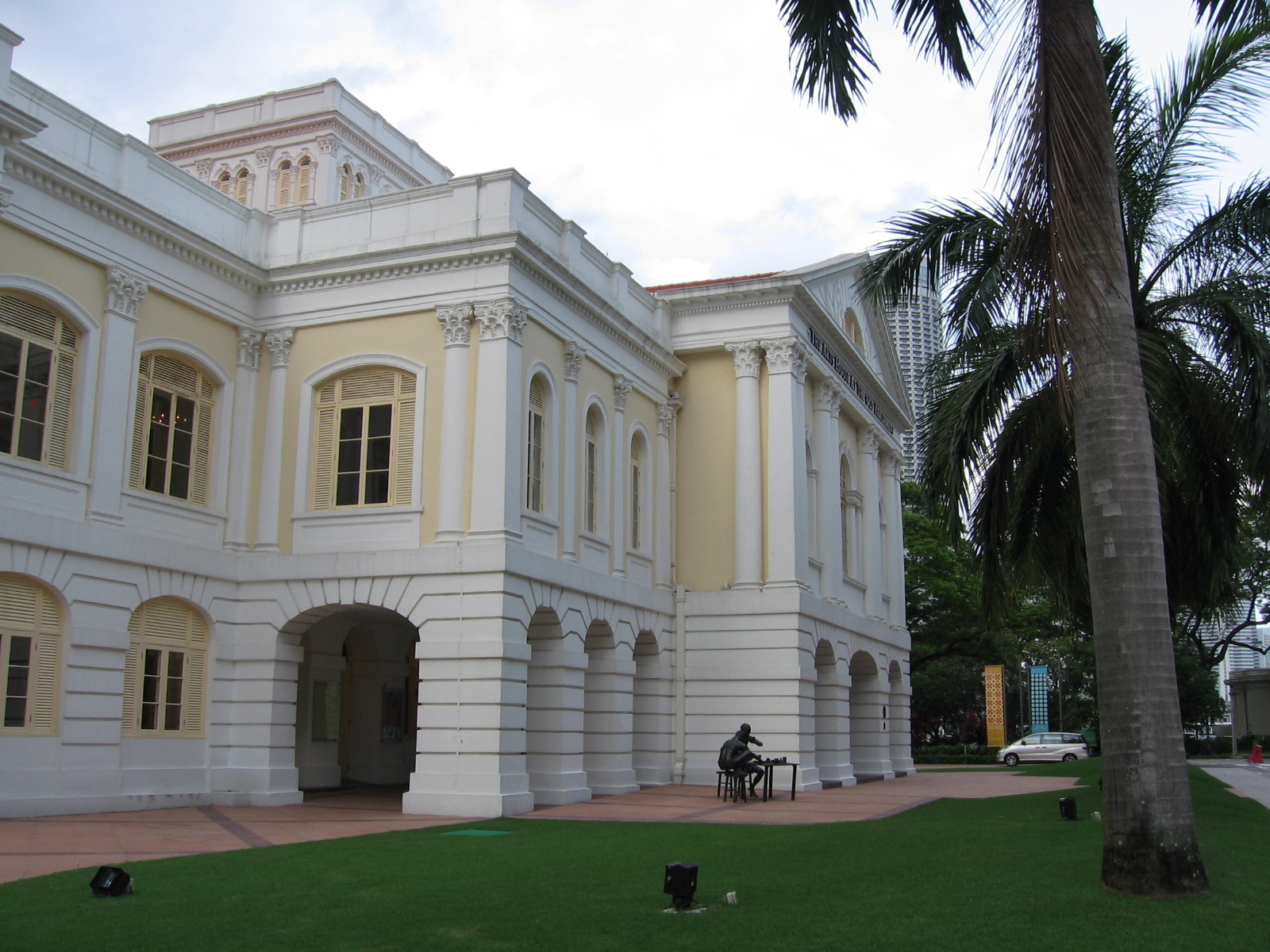
戴維德參與籌辦1959年新加坡立法議會大選，為當年6月成立自治邦作最後準備

戴維德在殖民地的倒數階段見證了新加坡自治進程的穩步發展。在1958年5月，新加坡各方代表在倫敦成功制定自治邦的憲法；同年8月，英國國會通過《新加坡自治邦法令》，為實施全面自治作最後階段的準備。為配合英國的逐步撒出，戴維德還繼續推動政府的公務員本地化和「馬來化」，一些好像是馬來亞電台新加坡分部的機構，外籍員工截至1958年12月的人數更比起「馬來化」政策開展的時候減少一半。
在1959年3月31日，新加坡殖民地立法議會正式解散，自治邦的立法議會大選選戰隨即展開。為確保選舉公平進行，戴維德在大選前成立了一個由各黨派領袖組成的聯絡委員會，以便由他本人受理所有涉及大選的投訴。自治邦的立法議會大選在5月30日舉行，選後的點票結果顯示，議會全數51個民選議席當中，人民行動黨共奪得大多數的43席，成為執政黨。在6月1日，首席部長林有福提交辭呈，兩日後的6月3日，英國正式宣佈新加坡自治邦成立，標誌著殖民地時期謝幕，人民行動黨秘書長李光耀遂在翌日以首席部長身份籌組政府，旋於6月5日宣誓就職成為首任新加坡總理。自治邦成立後，原總督顧德爵士臨時過渡成為自治邦的元首，戴維德則隨著原有總督和布政司等殖民地職位的裁撤，在6月3日卸任離職。

#### 出仕東非
戴維德當年由香港調任新加坡時，英政府指有關調任屬借調性質，強調他在1959年6月卸任布政司後，便會返回香港出任輔政司。不過，在1959年4月，殖民地部卻宣佈他會出任英屬東非高級公署行政官兼東非中央立法議會當然官守議員。在新加坡自治邦成立後，他於1959年8月抵達東非肯雅內羅畢履新，接替退休的布魯斯·赫特爵士（Sir Bruce Hutt）。
東非高級公署由英國治下的肯雅、烏干達和坦噶尼喀地區三地總督共掌，當中由肯雅總督以常任形式兼任高級公署主席。高級公署實際日常運作和行政事務由行政官主責，高級公署除了擁有自己的編制人員外，三地政府也派出官員參與運作，負責對三地提供共同的公共服務，這些服務主要包括鐵路、港務、郵政、通訊、民航、氣象、薪俸稅收、海關行政、涉及共同開支的財政事務、工商合作和社會及研究服務等；三地共同事務的立法工作則由戴維德有份擔任議員的東非中央立法議會負責。至於由三地自行負責的事務，則包括政務、治安、醫療、教育、農業、動物健康、林業、勞工和工務等。
為配合坦噶尼喀地區在1961年12月9日獨立為坦噶尼喀，三地代表在1961年6月與英政府達成協議，決定東非高級公署在坦噶尼喀地區獨立後改組為東非共同服務組織，而戴維德原本擔任的行政官一職，則改名為秘書長。成功改組後不久，戴維德在1962年4月退休，秘書長一職遂由來自迦納的A·L·阿杜（A. L. Adu）接任。在東非任職期間，戴維德還在1961年的新年授勳名單中，獲英廷授予KBE勳銜，成為爵士，以肯定他多年來在殖民地的服務。

### 晚年生涯
戴維德在馬來亞和香港任職和生活多年，結交了不少好友，因此他對東非的感情不及前者。在1962年退休後，他最初選擇返回英國倫敦定居，但不久以後就樂意接受倫敦的橡膠種植協會邀請，於1963年重返馬來亞聯合邦（同年改稱馬來西亞聯邦）首都吉隆坡擔任協會的駐紮代表。然而，在當地生活兩年的他突然於1965年5月12日感到不適，送入吉隆坡的鄧普勒爵士夫人醫院，三天後於5月15日因腦出血在醫院逝世，終年僅56歲。在不適入院前，戴維德仍然如常工作，並剛代表種植協會與大馬政府高層開會，因此其逝世的消息來得相當突然。
戴維德病故後，時任港督戴麟趾爵士即要求殖民地大臣代表其本人及港府向其家人致唁。在5月22日，香港中環聖約翰座堂舉行了戴維德追悼會，多位曾與他共事的港府公務員出席。熟悉戴維德的前港督和前星洲總督柏立基爵士也在5月25日於《泰晤士報》發表悼念文章，他在文中讚揚戴維德是「一等政務官員」，在公在私無時無刻都對自己立下很高的標準，對其離世致以深切軫悼。

## 個人生活
戴維德終生不娶，但多年來都悉心看顧他相當疼愛的胞妹。雖然沒有婚姻生活，不過除了是虔誠的基督徒，在馬來亞和香港兩地生活多年的他也廣結好友，認識他的朋友都愛稱呼他的別名「Gaff」（加夫）。戴維德本身是東印度會和牛津及劍橋會會員，此外，他在香港的時候曾是聖大衛學會會員。

## 榮譽
- 以下列出榮譽全稱及縮寫：^ 
  - 聖米迦勒及聖喬治同胞勳章（C.M.G.） （1954年英女皇壽辰授勳名單[18]）
  - 英帝國爵級司令勳章（K.B.E.） （1961年新年授勳名單[52]）

## 注腳
1. ↑  〈星輔政司戴維德升調東非任行政官〉（1959年4月20日）
2. 1 2 3 4 5 6 7  Rola (1960), p.77.
3. 1 2 3 4 5  "Venerable Arthur Evan David" (retrieved on 16 November 2013)
4. ↑  Branagan and Vallance (1981)
5. 1 2 3 4 5 6 7 8 9 10 11 12 13 14 15 16  "Sir Edgeworth David - Administration in the Far East" (19 May 1965)
6. ↑  "F.M.S. Gazette" (22 May 1934)
7. 1 2 3 4 5  The Colonial Office List (1962), p.304.
8. ↑  "Penang Badminton Notes" (10 July 1938)
9. 1 2 3  Goode (1965), p. 36.
10. ↑  Abdullahi and Aziz (2011), p.8.
11. ↑  "Councillors Named" (1 April 1952)
12. ↑  "5,000 Held under Crisis Regulation" (31 January 1952)
13. ↑  "New Force "will be Foundation of Defence"" (1 February 1952)
14. ↑  "Action Taken on New Army - Defence Dept. Officials Start Planning" (27 March 1952)
15. ↑  "Defence Man Going, Sets a Puzzle" (8 October 1952)
16. ↑  〈輔政司柏立基升任星洲總督，戴維德繼任本港輔政司〉（1954年12月23日）
17. ↑  〈新任本港輔政司戴維德抵港履任〉（1955年4月18日）
18. 1 2  "Supplement to Issue 40188 （页面存档备份，存于）", London Gazette, 1 June 1954, p.5.
19. ↑  〈護督戴維德昨巡視保良局〉（1956年9月19日）
20. ↑  〈新界鄉事會代表向輔政司提出改善新界施政〉（1955年11月19日）
21. ↑  〈輔政司戴維德勉廠商保持香港製品榮譽港府保證協助跟進〉（1955年8月4日）
22. ↑  〈三院當年總理昨晚宴輔政司戴維德〉（1955年8月11日）
23. ↑  〈麗的呼聲金色電台昨日隆重開播典禮〉（1956年7月24日）
24. 1 2  OFFICIAL REPORT OF PROCEEDINGS, p.31.
25. ↑  Ma (2007), p.99.
26. 1 2 3 4  〈中共抨擊入境管制，護督演詞予以駁斥〉（1955年9月11日）
27. 1 2  〈解決屋荒事屬艱巨，亟須官商合力進行〉（1955年9月11日）
28. 1 2 3  葛量洪著、曾景安譯（1984年），243頁。
29. 1 2 3  〈深水埗區趨平靜，荃灣又兩派打鬥〉（1956年10月12日）
30. ↑  Spurr (1995), p.208.
31. ↑  〈護督頒佈戒嚴令，九龍全區昨宵禁〉（1956年10月12日）
32. ↑  〈護督戴維德廣播，港府決心彈壓騷動〉（1956年10月12日）
33. ↑  葛量洪著、曾景安譯（1984年），244頁。
34. 1 2 3 4  〈輔政司戴維德明春調任星輔政司〉（1957年10月9日）
35. ↑  Corfield (2010), p.xxv.
36. 1 2 3 4 5  "Sir Edgeworth David" (25 May 1965)
37. ↑  Hong Kong 1957 (1958), pp.394-396.
38. ↑  Hong Kong 1958 (1959), pp.355-356.
39. ↑  〈戴維德昨啟程赴星任輔政司〉（1958年1月25日）
40. ↑  Debates: Official Report Volume 6, (1958)
41. ↑  The Statesman's Year-Book 1956 (1957), p.244.
42. ↑  Quah (2010), pp.32-33.
43. 1 2 3 4 5  "Assembly Debates Bust-the-Gangs Bill" (14 August 1958)
44. 1 2  "Quicker Search Power for Colony Police" (12 June 1958)
45. 1 2 3 4 5  Corfield (2010), p.xxvi.
46. ↑  "Radio Expats Now Halved, Local Men Training" (16 December 1958)
47. ↑  "Talks on Polls "Fair Play" Team Soon" (21 March 1959)
48. 1 2 3  "A Job for David in East Africa" (20 April 1959)
49. ↑  Akintan (1977), p.125.
50. 1 2 3  The Statesman's Year-Book (1963), p.326.
51. ↑  Vieta (1999), p.189.
52. 1 2  "Supplement to Issue 42231 （页面存档备份，存于）", London Gazette, 27 December 1960, p.23.
53. 1 2  Who Was Who (1996)
54. ↑  〈前任本港輔政司戴維德爵士逝世〉（1965年5月19日）
55. ↑  〈戴維德爵士追悼會本星期六上午舉行〉（1965年5月20日）

### 英文資料
- "F.M.S. Gazette", The Straits Times, 22 May 1934, p.13. 網上版本
- "Penang Badminton Notes", The Straits Times, 10 July 1938, p.30. 網上版本
- "5,000 Held under Crisis Regulation", The Straits Times, 31 January 1952, p.4. 網上版本
- "New Force "will be Foundation of Defence"", The Straits Times, 1 February 1952, p.8. 網上版本
- "Action Taken on New Army - Defence Dept. Officials Start Planning", The Straits Times, 27 March 1952, p.4. 網上版本
- "Councillors Named", The Straits Times, 1 April 1952, p.8. 網上版本
- "Defence Man Going, Sets a Puzzle", The Straits Times, 8 October 1952, p.4. 網上版本
- OFFICIAL REPORT OF PROCEEDINGS, Hong Kong: Legislative Council, 11 January 1956. 網上版本 （页面存档备份，存于）
- The Statesman's Year-Book 1956. London: Palgrave, 1957.
- "Quicker Search Power for Colony Police", The Straits Times, 12 June 1958, p.8. 網上版本
- "Assembly Debates Bust-the-Gangs Bill", The Straits Times, 14 August 1958, p.2. 網上版本
- "Radio Expats Now Halved, Local Men Training", The Straits Times, 16 December 1958, p.12. 網上版本
- Debates: Official Report Volume 6. Singapore: Government Print., 1958.
- Hong Kong 1957. Hong Kong: Hong Kong Government Press, 1958.
- Hong Kong 1958. Hong Kong: Hong Kong Government Press, 1959.
- "Talks on Polls "Fair Play" Team Soon", The Straits Times, 21 March 1959, p.1. 網上版本
- "A Job for David in East Africa", The Straits Times, 20 April 1959, p.1. 網上版本
- Edited by Rola, Luzzatto, Hong Kong Who's Who: An Almanac of Personalities and Their History, 1958- 1950. Hong Kong: Ye Olde Printers, 1960.
- The Colonial Office List. Great Britain: H.M.S.O., 1962.
- The Statesman's Year-Book 1962. London: Palgrave, 1963.
- Goode, Sir William, "SIR EDGEWORTH DAVID, K.B.E., C.M.G.", Malaysia, 1965.
- "Sir Edgeworth David - Administration in the Far East", The Times, 19 May 1965, p.16.
- "Sir Edgeworth David", The Times, 25 May 1965, p.14.
- Akintan, S. A., The Law of International Economic Institutions in Africa. BRILL, 1977. 網上版本
- Branagan, D. F., and, Vallance, T. G., "David, Sir Tannatt William Edgeworth (1858–1934)", Australian Dictionary of Biography, Volume 8. Melbourne University Press, 1981. 網上版本 （页面存档备份，存于）
- Spurr, Russell, Excellency: The Governors of Hong Kong. Hong Kong: FormAsia, 1995.
- Who Was Who. London: A & C Black, 1996.
- Ma, Ngok, Political Development in Hong Kong. Hong Kong: Hong Kong University Press, 2007. 網上版本
- Vieta, Kojo T., The Flagbearers of Ghana: Profiles of One Hundred Distinguished Ghanaians. Ena Publications, 1999.
- Corfield, Justin, Historical Dictionary of Singapore. Scarecrow Press, 2010. 網上版本 （页面存档备份，存于）
- Quah, Jon S. T., Public Administration Singapore-Style. UK: Emerald Group Publishing, 2010. 網上版本 （页面存档备份，存于）
- Abdullahi, Bawa Chafe and Aziz, Wan Nor Azriyati Wan Abd, "Pragmatic housing policy in the quest for low-income group housing delivery in Malaysia", Journal of Design and Built Environment Volume 8. Malaysia: University of Malaya, June 2011. 網上版本
- "Venerable Arthur Evan David", thePeerage.com, retrieved on 16 November 2013. 網頁 （页面存档备份，存于）

### 中文資料
- 〈輔政司柏立基升任星洲總督，戴維德繼任本港輔政司〉，《工商日報》第五頁，1954年12月23日。
- 〈新任本港輔政司戴維德抵港履任〉，《工商日報》第五頁，1955年4月18日。
- 〈輔政司戴維德勉廠商保持香港製品榮譽港府保證協助跟進〉，《工商日報》第五頁，1955年8月4日。
- 〈三院當年總理昨晚宴輔政司戴維德〉，《工商日報》第六頁，1955年8月11日。
- 〈解決屋荒事屬艱巨，亟須官商合力進行〉，《工商日報》第五頁，1955年9月11日。
- 〈中共抨擊入境管制，護督演詞予以駁斥〉，《工商日報》第五頁，1955年9月11日。
- 〈新界鄉事會代表向輔政司提出改善新界施政〉，《工商日報》第五頁，1955年11月19日。
- 〈麗的呼聲金色電台昨日隆重開播典禮〉，《工商日報》第五頁，1956年7月24日。
- 〈護督戴維德昨巡視保良局〉，《工商日報》第五頁，1956年9月19日。
- 〈深水埗區趨平靜，荃灣又兩派打鬥〉，《工商日報》第一頁，1956年10月12日。
- 〈護督戴維德廣播，港府決心彈壓騷動〉，《工商日報》第一頁，1956年10月12日。
- 〈護督頒佈戒嚴令，九龍全區昨宵禁〉，《工商日報》第一頁，1956年10月12日。
- 〈輔政司戴維德明春調任星輔政司〉，《工商日報》第五頁，1957年10月9日。
- 〈戴維德昨啟程赴星任輔政司〉，《工商日報》第五頁，1958年1月25日。
- 〈星輔政司戴維德升調東非任行政官〉，《工商日報》第五頁，1959年4月20日。
- 〈前任本港輔政司戴維德爵士逝世〉，《華僑日報》第三張第四頁，1965年5月19日。
- 〈戴維德爵士追悼會本星期六上午舉行〉，《華僑日報》第三張第二頁，1965年5月20日。
- 葛量洪著、曾景安譯，《葛量洪回憶錄》。香港：廣角鏡出版社，1984年。

## 外部連結
- Government and Politics
- Governing Hong Kong

| 政府职务                      | 政府职务                                    | 政府职务                      |
| ----------------------------- | ------------------------------------------- | ----------------------------- |
| 前任： 戴衛·華特斯頓          | 馬來亞聯合邦防衞及內部保安司 1951年-1952年  | 繼任： 休·漢弗萊              |
| 前任： 侯士（署理）           | 香港輔政司 1955年4月-1958年1月              | 繼任： 白嘉時                 |
| 前任： 顧德爵士               | 新加坡布政司 1958年1月-1959年6月            | 繼任： 廢置                   |
| 前任： 布魯斯·赫特爵士        | 英屬東非高級公署行政官 1959年8月-1961年12月 | 繼任： 東非共同服務組織秘書長 |
| 前任： 英屬東非高級公署行政官 | 東非共同服務組織秘書長 1961年12月-1962年4月 | 繼任： A·L·阿杜               |